# Полевой (Дивеевский район)
Полево́й — посёлок в Дивеевском районе Нижегородской области России. Входит в состав Сатисского сельсовета.
Расположен в 12 км к югу от села Дивеево на правом берегу реки Сатис. Соединён грунтовыми шоссейными дорогами с посёлками Сатис (1 км), Орешки (1 км), Цыгановка (2 км) и селом Аламасово (6 км). Употребляется языковой оборот «…на Полевом».

## История
Образован в 1920-м году как центральная усадьба совхоза «Сатис». Сюда (из Цыгановки) были перевезены административные и хозяйственные постройки. Рядом поселилось несколько семей рабочих и служащих. Перед Великой Отечественной войной контора совхоза была перенесена в Сатис и значимость Полевого упала. В посёлке продолжали жить рабочие совхоза «Вперёд» (бывший «Сатис»).
По данным 1978 года в посёлке Беленки насчитывалось 25 хозяйств и 46 жителей. Жители пользовались водоснабжением из колонок, баллонным газом. Работал ларёк. Учреждения соцкультбыта отсутствовали.
В 1992 году в посёлке насчитывалось 9 хозяйств и 12 жителей, из которых 5 — трудоспособных. На 1 января 1995 года в посёлке имелось 6 домов и 13 жителей.

## Современность
В настоящее время в посёлке имеются постоянные жители. Часть хозяйств используется сезонно. Работает ларёк. В бывших помещениях совхоза функционирует пилорама. Имеется пруд.